# رس جوست
رس جوست (انگلیسی: Res Jost؛ ۱۰ ژانویهٔ ۱۹۱۸ - ۳ اکتبر ۱۹۹۰) یک فیزیک‌دان نظری اهل سوئیس بود.